# Старий Гай (Лодзинське воєводство)
Старий Гай (пол. Stary Gaj) — село в Польщі, у гміні Гура-Свентей-Малгожати Ленчицького повіту Лодзинського воєводства.
У 1975-1998 роках село належало до Плоцького воєводства.